# Comando delle forze di pace turche di Cipro
Il Comando delle Forze di Pace Turche di Cipro (in turco: Kıbrıs Türk Barış Kuvvetleri Komutanlığı) è di fatto la forza di occupazione turca a Cipro. Esso è uno dei nove corpi dell'Esercito Egeo Turco, con quartier generale a Izmir, ed è di stanza nella Repubblica Turca di Cipro del Nord. 
Tuttavia, il comandante delle truppe turche riferisce direttamente allo Stato Maggiore turco nella capitale, Ankara. La forza è responsabile di tutta la sicurezza e non è direttamente coinvolta nelle questioni politiche di Cipro del nord.
gli effettivi comprendono circa 36.000 soldati acquartierati a Girne. Considerando la popolazione residente, il numero di militari stanziati fa di Cipro del Nord una delle zone a più alta densità militare del mondo.
Le Forze Armate della Repubblica Turca di Cipro del Nord sono subordinate alle Forze armate turche.
Anche prima dell'invasione turca nel 1974, l'esercito turco aveva una brigata sull'isola.

## Unità principali
La forza è composta dalla 28ª Divisione di fanteria meccanizzata (stanziata a Paşaköy), dalla 39ª Divisione di fanteria meccanizzata (stanziata a Çamlıbel), dalla 14ª Brigata corazzata (stanziata a Degirmenlik, Nicosia), da una brigata di artiglieria,  un reggimento di operazioni speciali, piloti dell'esercito e unità minori della Marina Turca.
L'armamento include 449 carri armati da battaglia principali M48 Patton, 361 APC, 266 veicoli corazzati per la truppa M113, e quattro elicotteri: tre UH-1H Iroquois e un AS 532UL Cougar.